# Dunkerron Castle
Dunkerron Castle (irisch Caisleán Dhún Ciaráin) ist die Ruine eines Tower House in der Civil Parish Templenoe bei Kenmare im irischen County Kerry. Die Niederungsburg war seit Ende des 16. Jahrhunderts der Familiensitz der Familie O’Sullivan.

## Geschichte
Das vierstöckige Tower House wurde im 13. Jahrhundert auf einem Kalksteinfelsen als Festung der normannischen Familie Carew errichtet. Verschiedene jüngere Gebäudeteile, z. B. der Innenhof, stammen vom Ende des 16. Jahrhunderts, als Owen O’Sullivan „Chief of the Name“ (Clanchef) den Titel „O’Sullivan Mór“ (Ó Súilleabháin Mór) annahm. Die Inschrift auf einer Tafel von 1596 zeigt die Verbindung der Burg mit den Familien O’Sullivan Mór und McCarthy Reagh. Einige Zeit lang war Dunkerron Castle der Familiensitz der O’Sullivan Mór.
Im Laufe des 17. Jahrhunderts wurde der Hauptfamiliensitz der O’Sullivan Mór auf das nahegelegene Cappanacush Castle verlegt, und der Altertumsforscher Samuel Lewis bemerkte, dass beide Burgen „der Sage nach verteidigt wurden“, und zwar von ihren Eigentümern der O’Sullivan Mór während der Rückeroberung Irlands Mitte des 17. Jahrhunderts. Nach diesem Konflikt wurden die Ländereien und Burgen der O’Sullivans in Dunkerron und Cappancush nach dem Siedlungsgesetz 1652 konfisziert und einem Unterstützer Cromwells, William Petty, übertragen. Spätere Bemühungen der O’Sullivans, ihre Ländereien zurückzuerhalten, waren nicht erfolgreich.
Im 19. Jahrhundert ist die Burg mit Hof auf Karten als „Ruine“ verzeichnet und ein viktorianisches Herrenhaus, Dunkerron House, wurde um diese Zeit auf dem Anwesen errichtet.

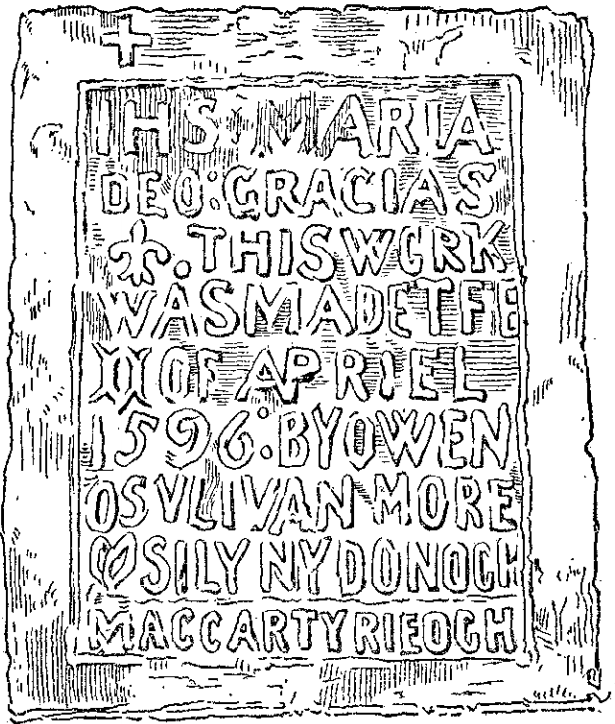
Text von einer Schrifttafel, die auf das Jahr 1596 datiert ist und bestimmte Arbeiten an der Burg Owen O’Sullivan Mór und seiner Gattin Sily Ni Donogh MacCarthy Reagh zuschreibt

## Adelstitel
Eines der letzten Mitglieder eines Zweiges der O’Sullivans war Donal O’Sullivan, der am 16. April 1754 kinderlos und ohne Erben verstarb. Sein Titel „Prince of Dunkerron“ erlosch mit seinem Tod. Die britische Monarchie verlieh zwar den irischen Adelstitel eines Baron Dunkeron an John Petty. Dieser Adelstitel, der Petty verliehen wurde, hatte aber keine Verbindung zum ursprünglichen Titel des eingeborenen, irischen Adels.